# 1900년 하계 올림픽 양궁 남자 쉬르 라 페르슈 아 라 피라미드
1900년 하계 올림픽 양궁 남자 쉬르 라 페르슈 아 라 피라미드는 프랑스 파리에서 개최된 1900년 하계 올림픽 양궁의 세부 종목이다. 3개국에서 최대 129명의 선수가 참가했지만, 1위부터 3위까지의 선수만 알려져있고 4위부터의 선수는 알려져 있지 않다. 129명의 선수가 쉬르 라 페르슈 종목에 출전했지만, 몇 명의 선수가 아 라 피라미드 종목에 출전했는지는 알려져 있지 않다.

## 경기 결과
| 순위   | 선수                    | 기록 |
| ------ | ----------------------- | ---- |
| 1      | 에밀 그뤼미오 (FRA)     | 불명 |
| 2      | 오귀스트 세루리에 (FRA) | 불명 |
| 3      | 루이 질뇌 (BEL)         | 불명 |
| 4-129? | 불명                    | 불명 |

## 메달리스트
| 종목                          | 금                     | 은                         | 동                 |
| ----------------------------- | ---------------------- | -------------------------- | ------------------ |
| 쉬르 라 페르슈 아 라 피라미드 | 에밀 그뤼미오 · 프랑스 | 오귀스트 세루리에 · 프랑스 | 루이 질뇌 · 벨기에 |

## 참고 문헌
- “1900년 하계 올림픽 양궁 경기 결과”. 국제 올림픽 위원회. (영어)
- De Wael, Herman. 《Herman's Full Olympians: "Archery 1900"》. 2007년 3월 12일에 원본 문서에서 보존된 문서. 2006년 1월 17일에 확인함.
- Mallon, Bill (1998). 《The 1900 Olympic Games, Results for All Competitors in All Events, with Commentary》. Jefferson, North Carolina: McFarland & Company, Inc., Publishers. ISBN 0-7864-0378-0.